# NSCAD Lithography Workshop
L'atelier de lithographie du NSCAD (en anglais : NSCAD Lithography Workshop est un programme actif au Nova Scotia College of Art and Design (NSCAD), à Halifax, au Canada, de 1969 à 1976 qui donnait aux artistes en exercice la possibilité de visiter l'école et de produire des estampes à tirage limité en collaboration avec un maître-imprimeur. L'atelier permet aux étudiants du NSCAD de voir des artistes professionnels développer leurs idées et créer des œuvres par le biais de la gravure. L'atelier de lithographie a réussi à élever le statut de l'école, tant en termes d'innovation que de capacité technique. Il rouvre en 2017, marquant notamment un partenariat artistique avec le village inuit Kinngait dans le but de décoloniser des arts.

## Histoire

### L'atelier de lithographie original (1969 - 1976)
L'atelier de lithographie est initialement créé pendant le mandat du président du Nova Scotia College of Art and Design (NSCAD), Garry Kennedy (en) qui a été embauché en 1967,.
En 1968, Kennedy recrute Gerald Ferguson (en), à l'origine son collègue de l'Université de l'Ohio, où ils ont tous deux obtenu leur maîtrise en beaux-arts (Kennedy en 1965 et Ferguson en 1966). C'est par l'intermédiaire de Ferguson que Kennedy a été présenté à Jack Lemon au Kansas City Art Institute. Lemon a suivi une formation de maître-imprimeur au Tamarind Lithography Workshop de Los Angeles (fondé en 1960 par June Wayne « pour sauver l'art de la lithographie en voie de disparition ») et avait créé son propre atelier à Kansas City, où il aidait les artistes à produire des lithographies à tirage limité.
Kennedy a vu comment ce programme de collaboration pourrait être bénéfique s'il était facilité au NSCAD, avec « l'objectif d'introduire au Canada la renaissance de la lithographie commencée dix ans plus tôt à l'atelier Tamarind en Amérique ».
En 1968, Kennedy a nommé Lemon pour construire les studios d'impression et diriger l'atelier. Ce projet a été financé par le gouvernement fédéral canadien, qui s'intéressait au financement des institutions post-secondaires techniques au Canada pendant les années 1960. Kennedy a également engagé Robert Rogers, qui avait travaillé avec Lemon à Kansas City et était lié à l'Institut Tamarind, pour travailler comme maître-imprimeur de l'atelier.
Les installations d'impression de l'atelier de lithographie ont été terminées à l'automne 1968 et l'espace était opérationnel en janvier 1969.
En 1970, Ferguson devient le directeur de l'atelier, avec pour objectif de faire participer à l'atelier davantage d'artistes internationaux, en particulier des artistes conceptuels. Le mouvement de l'art conceptuel gagne du terrain à cette époque, tant au niveau international qu'au NSCAD, mais toutes les œuvres créées par l'atelier de lithographie à cette époque ne sont pas concernées par ces idées. L'historienne de l'art Jayne Wark écrit dans Conceptual Lithography at the Nova Scotia College of Art and Design : « Bien que de nombreuses estampes du NSCAD aient démontré un alignement fort avec les préoccupations de l'art conceptuel, elles ne constituaient certainement pas la totalité de la production de l'atelier de lithographie. » « Le Nova Scotia College of Art and Design (NSCAD) était à la fois un acteur à part entière de la facilitation de l'art conceptuel en général, et un exemple précoce de la manière dont l'art conceptuel était impliqué dans la culture commerciale, grâce aux ventes générées par son atelier de lithographie. »
En 1976, l'atelier de lithographie a disparu en raison de « restrictions financières et de changements de priorités ». Les ressources de l'école se sont déplacées vers la NSCAD Press (la maison d'édition de l'université) et ses projets d'édition, car la presse fonctionnait également depuis trois ans à ce moment-là, même si une grande partie du financement était utilisée par l'atelier. Kennedy avait le sentiment que les activités de la presse devenaient plus pertinentes pour le développement du monde de l'art.

### NSCAD Lithography Workshop: Contemporary Editions(2017-)
En 2017, la galerie Anna Leonowens a reçu une subvention Nouveau chapitre du Conseil des arts du Canada de 285 000 $, permettant la réouverture de l'atelier de lithographie. Au cours des deux années suivantes, huit artistes canadiens contemporains ont travaillé aux côtés de Jill Graham, maître-imprimeur certifié par le Tamarind Institute, pour produire des estampes lithographiques en édition limitée.
Les artistes participants étaient Shuvinai Ashoona, Jordan Bennett, Shary Boyle, Brendan Fernandes (en), Amy Malbeuf (en), Ed Pien (en), Derek Sullivan (en) et Ericka Walker (en). Comme l'indique le site Web de l'atelier de lithographie du NSCAD, cette réouverture de l'atelier est axée sur la relation entre les communautés artistiques de la Nouvelle-Écosse et le village inuit Kinngait, ce qui est au cœur de leur initiative de décolonisation des arts par l'engagement conjoint de ces communautés, réalisé par la collaboration d'artistes, en particulier dans la pratique de la gravure :

« Ce projet reconnaît également la relation historique entre le NSCAD et Kinngait Studios et contribue au discours critique émergeant sur les pratiques de décolonisation dans les arts. Il formalise la collaboration communautaire et le partage de l'espace créatif entre les nouveaux artistes et les imprimeurs de Cape Dorset et de la Nouvelle-Écosse, suggérant le type d'échange interculturel dont les communautés et les institutions arctiques se nourrissent déjà, et auquel le reste du Canada doit impérativement commencer à s'engager. »

NSCAD Lithography Workshop: Contemporary Editions a été exposée au Musée des beaux-arts de la Nouvelle-Écosse du 9 novembre 2019 au 26 avril 2020.

## Mission
L'atelier de lithographie du NSCAD a adopté la philosophie du Tamarind Institute selon laquelle un artiste passe du temps dans l'atelier, travaille avec une équipe et se familiarise avec les matériaux. Cela permettait aux artistes de s'impliquer dans le processus du début à la fin, sans avoir à acquérir les compétences d'un maître-imprimeur.
Les principaux objectifs de l'atelier de lithographie étaient « de mettre en place un programme de gravure en lithographie et en taille-douce entièrement équipé et de haute qualité ; d'attirer des artistes professionnels internationaux au Collège ; de permettre aux étudiants d'avoir un contact direct avec ces artistes pendant qu'ils travaillent sur le processus de gravure ; et de générer des revenus pour le Collège par la vente d'estampes ». L'atelier de lithographie a ainsi produit des éditions de cinquante tirages par artiste, dont la moitié revenait à l'artiste et l'autre moitié était vendue par l'école.

## Directeurs et artistes

### Directeurs et maîtres-imprimeurs
Listes établies d'après la page du site web de l'université consacrée à l'atelier.

#### Directeurs
- Jack Lemon : 1968–1970
- Gerry Ferguson : 1970–1971
- Garry Neill Kennedy : 1972–1973
- Jim Davies (directeur intérimaire pendant l'absence de Kennedy) : 1974
- Garry Kennedy : 1975–1980

#### Directeurs généraux
- Richards Jarden : 1971–1972
- Wallace Brannen : 1972–1974
- John Hutcheson : 1975–1976
- Libby Hutcheson : 1975
- Julie Duschenes (intérim) : 1976
- Murray Lively : 1977–1980

#### Maîtres-imprimeurs et autres imprimeurs
- Robert Rogers : 1969–1971
- Wallace Brannen : 1971–1974
- John Hutcheson : 1974–1975
- Murray Lively : 1974–1980
- Autres imprimeurs : C.B. Manson, Charles Levine, Christopher Manson, Jerry Raidiger, Michael Armetrout, Perry Tymeson, Ray Lind et Ted Ross.

### Artistes et expositions
À la fin de l'atelier de lithographie, près de 200 gravures ont été créées par les nombreux artistes qui y ont participé. Diverses sources affirment qu'entre 191 et 197 estampes originales ont été produites par 76 à 79 artistes différents.
| Années | Nombre d'estampes originales | Nombre d'artistes |
| ------ | ---------------------------- | ----------------- |
| 1969   | 6                            | 3                 |
| 1970   | 30                           | 16                |
| 1971   | 29                           | 15                |
| 1972   | 10                           | 10                |
| 1973   | 26                           | 10                |
| 1974   | 61                           | 15                |
| 1975   | 31                           | 13                |
| 1976   | 4                            | 4                 |

L'atelier de lithographie a été critiqué pour le manque de femmes participant à l'atelier, ainsi qu'au sein de la faculté régulière du studio. Six des artistes participants étaient des femmes : Joyce Wieland (1970), Carol Hoorn Fraser (en) (1974), Carole Condé (en) (1974), Ágnes Dénes (1974), Miriam Schapiro (1975) et Felicity Redgrave (1976).
Parmi les autres artistes notables figurent James Lee Byars (en), John Baldessari, Dan Graham, Sol LeWitt, Robert Smithson, Mel Bochner, Joseph Kosuth, Vito Acconci, Dennis Oppenheim et Lawrence Weiner.
Les lithographies produites ont été exposées au Museum of Modern Art (MoMA) et au Musée des beaux-arts du Canada en 1971, au Musée des beaux-arts de l'Ontario de juin 1975 à juin 1976 et dans une exposition organisée par les Land Grant Universities of New England aux États-Unis au milieu des années 1980.
Parmi les œuvres notables produites par l'atelier de lithographie, citons O Canada de Joyce Wieland, une œuvre dans laquelle elle embrasse la pierre lithographique tout en portant du rouge à lèvres, ses lèvres formant les paroles de l'hymne national canadien Ô Canada, I Will Not Make Any More Boring Art de John Baldessari, qui a demandé aux étudiants du NSCAD de copier cette ligne sur les murs de la galerie Anna Leonowens encore et encore, l'exemple manuscrit envoyé par Baldessari étant finalement transformé en gravure.
En 1971, l'artiste conceptuel Sol LeWitt a travaillé avec l'atelier de lithographie sur un projet dans lequel il proposait dix estampes qui seraient exécutées par les étudiants et le maître-imprimeur. Il envoyait par courrier des instructions écrites qui étaient ensuite interprétées par les étudiants.